# Karl Nehammer
Karl Nehammer (/kaʁl ˈneːhamɐ/), né le 18 octobre 1972 à Vienne, est un homme d'État autrichien, membre du Parti populaire autrichien (ÖVP). Il est chancelier fédéral entre 2021 et 2025.
Militaire de profession, il intègre la direction du syndicat ÖAAB au milieu des années 2010. Il devient ensuite cadre du Parti populaire, en tant que vice-président puis comme secrétaire général. Il est élu député fédéral en 2017.
Il est nommé en 2020 ministre fédéral de l'Intérieur, appuyant la ligne dure sur la question de l'immigration défendue par le chancelier fédéral Sebastian Kurz. En décembre 2021, il succède à ce dernier à la présidence de l'ÖVP avant d'être investi à la chancellerie en remplacement d'Alexander Schallenberg.

## Vie privée et jeunesse

### Famille
Karl Nehammer naît le 18 octobre 1972 à Vienne.
Son beau-père est l'ancien présentateur de l'ORF, Peter Nidetzky,.
Il est marié avec Katharina Nehammer. Elle a notamment été porte-parole de Wolfgang Sobotka au ministère fédéral de l'Intérieur puis à la présidence du Conseil national, avant de devenir directrice adjointe du cabinet de la ministre fédérale de la Défense, Klaudia Tanner, au début de 2020,,. En juillet 2020, elle passe dans le secteur privé. Le couple a deux enfants.

### Adolescence
Karl Nehammer accomplit ses études secondaires au Kollegium Kalksburg et au Mariahilfer Gymnasium, où il obtient en 1992 son baccalauréat (Matura en Autriche),,.

## Carrière militaire
Ensuite, Karl Nehammer s'engage pendant un an dans le Bundesheer avec périodes de réserve jusqu'en 1996. En 1997, il est nommé lieutenant. Il travaille par la suite comme formateur pour les officiers de renseignement pour le ministère fédéral de la Défense nationale et formateur pour la communication stratégique dans différentes institutions comme l'Institut de formation professionnelle (Berufsförderungsinstitut, BFI) et l'Académie politique du Parti populaire autrichien (Politische Akademie der ÖVP).
En 2012, il est diplômé de l'université du Danube de Krems an der Donau en communication politique auprès de Peter Filzmaier ; il obtient en 2014 une maîtrise en science en communication politique en formation continue.

## Engagements
Il est membre de la KÖStV Sonnberg Perchtoldsdorf, corporation étudiante catholique au sein de la Mittelschüler-Kartell-Verband (MKV). En octobre 2015, Karl Nehammer est nommé secrétaire général-administrateur adjoint et fédéral du Syndicat des travailleurs autrichiens (Österreichischer Arbeitnehmerinnen- und Arbeitnehmerbund, ÖAAB). De 2016 à janvier 2018, il est secrétaire général de l'ÖAAB succédant à August Wöginger. En novembre 2016, il est élu président régional de l'ÖAAB de Vienne.
Au cours de l'élection présidentielle de 2016, il dirige la campagne du candidat de l'ÖVP, Andreas Khol. Ce dernier se classe cinquième du premier tour, le scrutin étant remporté par le candidat écologiste Alexander Van der Bellen.

## Carrière politique

### Ascension au sein de l'ÖVP
En avril 2017, Karl Nehammer devient président du Parti populaire autrichien (ÖVP) pour le district de Vienne-Hietzing.
Aux élections législatives de 2017, il est candidat pour la circonscription régionale de Vienne. Le 8 novembre 2017, il est élu vice-président de l'ÖVP. Au sein du groupe parlementaire ÖVP, il est porte-parole pour les médias. En septembre 2018, il succède à Efgani Dönmez en tant que porte-parole pour l'intégration et les migrations.

### Cadre du parti et ministre fédéral
Entretemps, il devient le 25 janvier 2018 secrétaire général de l'ÖVP. Aux élections législatives de 2019, il est candidat en cinquième position sur la liste dans la circonscription de Vienne et à la onzième place sur la liste fédérale. Au cours des négociations de la coalition en 2019, il s'occupe des thèmes de l'Europe, des migrations, de l'intégration et de la sécurité.
Bien que n'étant pas un proche du chancelier Sebastian Kurz, il est nommé ministre fédéral de l'Intérieur le 7 janvier 2020, succédant à Wolfgang Peschorn. C'est lui qui prend en charge la coordination des forces de police avec l'armée au cours des attentats islamistes du 2 novembre 2020 à Vienne. À l'instar du chancelier fédéral, il défend une position ferme sur la question du droit d'asile et a fait l'objet de critiques pour sa volonté d'expulser des Afghans juste avant la prise de Kaboul par les Talibans et pour avoir fait expulser des enfants en pleine nuit,.

## Chancelier fédéral

### Président fédéral de l'ÖVP
Le 3 décembre 2021, Karl Nehammer annonce que la direction du Parti populaire l'a désigné à l'unanimité comme nouveau président et candidat au poste de chancelier fédéral d'Autriche, au lendemain de l'annonce de la démission du retrait de la vie politique du président de l'ÖVP Sebastian Kurz et du renoncement du chancelier Alexander Schallenberg à sa charge, deux mois seulement après y avoir accédé en remplacement de Sebastian Kurz, mis en cause dans une affaire de détournement de fonds publics. À cette occasion, Karl Nehammer annonce sa volonté de remanier profondément le gouvernement, Alexander Schallenberg devant retrouver son précédent poste de ministre fédéral des Affaires étrangères.
Il est élu président du Parti populaire lors du congrès du parti tenu le 14 mai suivant. Il recueille alors 100 % des voix.

### Prise de fonction et premières mesures
Karl Nehammer prête serment devant le président fédéral Alexander Van der Bellen le 6 décembre. Il entame ainsi le cinquième mandat de chancelier depuis 2017. Issu de la vieille garde l'ÖVP, sa désignation est considérée comme étant celle d'un homme de consensus au sein de son parti, alors que celui-ci se retrouve à la seconde place dans les sondages, derrière le Parti social-démocrate d'Autriche (SPÖ). Nehammer doit en outre gérer le déconfinement, prévu pour la fin de sa première semaine au pouvoir, par son prédécesseur Schallenberg.
Il présente le 16 janvier 2022 le projet de loi permettant d'instaurer une obligation vaccinale contre la Covid-19 à partir du début du mois de février — une première en Europe — pour les personnes de 18 ans et plus, avec une période de transition jusqu'au 16 mars, après quoi des contrôles seront mis en place. Les Autrichiens non-vaccinés seront punis d'une amende de 600 €, portée à 3 600 € en cas de récidive. La vaccination obligatoire des mineurs entre 14 et 17 ans est en revanche abandonnée. Selon un sondage du magazine profil, 51 % des personnes interrogées sont contre l'instauration d'une vaccination obligatoire, 45 % y étant favorables. Concernant la politique générale du gouvernement en matière de pandémie : seulement 4 % des personnes interrogées considèrent que la gestion de la pandémie du Covid-19 est « très bonne », 32 % « plutôt bonne ». En revanche, 30 % des personnes interrogées perçoivent la performance du gouvernement comme « plutôt mauvaise » et 29 % comme « très mauvaise »,.

### Politique étrangère et migratoire
Dans le contexte de la guerre en Ukraine, il se rend le 11 avril 2022 à Moscou pour y rencontrer Vladimir Poutine afin d’obtenir la sécurisation de corridors humanitaires. Il est le premier chef d'exécutif européen à se rendre au Kremlin depuis le début de l’invasion russe. 
En septembre 2022, dans un contexte marqué par la plus forte crise migratoire depuis 2015, il juge l'Autriche « lourdement accablée par l'immigration clandestine », estimant que « la contribution de solidarité que nous apportons en Europe est disproportionnée. » Critiquant vivement l'Union européenne, le chancelier autrichien estime que « la politique d'asile a échoué. Il n'y a toujours pas de protection solide aux frontières extérieures de l'UE et la réalité du problème est ignorée ». Lors d'une rencontre avec le président de la République serbe Aleksandar Vučić et le Premier ministre hongrois Viktor Orbán, il souligne la nécessité d'un « nouveau système d'asile européen » afin de faire cesser une « mauvaise politique migratoire ».

### Démission
Karl Nehammer annonce au début du mois de janvier 2025 sa future démission de la chancellerie fédérale et de la présidence du Parti populaire, après l'échec des négociations de coalition avec le parti libéral NEOS ainsi que le Parti social-démocrate (SPÖ) consécutives aux élections législatives du 29 septembre 2024.
Il est remplacé par intérim le 10 janvier par le ministre des Affaires étrangères Alexander Schallenberg.